# Periclystus circuiter
Periclystus circuiter is een insect uit de familie van de mierenleeuwen (Myrmeleontidae), die tot de orde netvleugeligen (Neuroptera) behoort. 
Periclystus circuiter is voor het eerst wetenschappelijk beschreven door Walker in 1853.